# Imigração tcheca no Brasil
A imigração tcheca no Brasil foi o movimento migratório ocorrido principalmente nos séculos XIX e XX de tchecos para várias regiões do Brasil. 
Embora os checos representem proporcionalmente uma pequena parcela do total de imigrantes que desembarcaram no Brasil, a imigração tcheca é significativa quando considerada em valores absolutos. O peso da imigração tcheca ainda é marcante em vários aspectos do dia a dia de certas regiões do país. Há aproximadamente 5 mil tchecos e descendentes no Brasil.

## Os primeiros tchecos
Os primeiros tchecos de etnia eslava a pisar o solo brasileiro foram, provavelmente, membros da Companhia de Jesus, ainda no século XVII como, por exemplo, o jesuíta Valentin Stansel da cidade de Olomouc. Os primeiros imigrantes a desembarcar no Brasil se dirigiram para Minas Gerais no ano de 1823. Dentre eles, encontrava-se um carpinteiro de Třeboň, Jan Nepomuk Kubíček, um dos bisavós maternos do ex-presidente Juscelino Kubitschek.
Já os tchecos de etnia alemã oriunda dos Sudetos, incentivados pela Imperatriz do Brasil, a Arquiduquesa do Império Austríaco Dona Leopoldina, passaram a migrar para o Brasil posteriormente, com os primeiros registros apontando meados do Século XIX, deixando as margens do Reino da Boêmia (atual República Tcheca) em direção ao sul do Brasil. A exemplo de família tcheca de etnia germânica natural do Reino da Boêmia, está a bem documentada migração da família Lammel (por vezes documentada como Lammelová).
Em 1893 foi organizado um grupo de imigrantes para o Brasil e cerca de 8 famílias desembarcaram no Rio de Janeiro, vindos principalmente das regiões das cidades de Roveň e Madějov. A intenção do grupo era se dirigir para Santa Catarina e se juntar com demais colonos, mas as famílias se decidiram se fixar em São Paulo. Logo fundaram uma escola tcheca e em 1895 esses imigrantes fundaram também uma associação tcheca em São Paulo, sendo que em 1993 recebeu o nome de União Cultural Tcheco Brasileira.

## Século XX
Ao longo do século XX, chegaram ao Brasil três grandes ondas de imigrantes tchecos. A primeira ocorreu nos anos de 1930. Novos imigrantes entraram no país a partir de 1948, aquando do golpe comunista na Tchecoslováquia. Por fim, uma terceira onda iniciou-se a partir de 1968, após a invasão da Tchecoslováquia pelas tropas do Pacto de Varsóvia.

## Distribuição geográfica
A maioria dos tchecos que chegaram ao Brasil fixaram-se na região sul do país. Nesses estados, os primeiros imigrantes começaram a chegar ainda no século XIX, tornando-se, frequentemente, uma minoria em áreas de colonização majoritariamente alemã ou polonesa.
Em Santa Catarina, os tchecos ocuparam principalmente as mesorregiões do Vale do Itajaí e Norte Catarinense, incluindo as microrregiões de Joinville, São Bento do Sul e Mafra, entre outras.
No Rio Grande do Sul, distribuíram-se principalmente na região da Serra Gaúcha (notavelmente no município de Nova Petrópolis), no Litoral Norte, na região das Missões e na Depressão Central. Em Ijuí no noroeste gaúcho, a principal figura tcheca para a história da imprensa do interior do estado foi Robert Löw, fundador do jornal Die Serra-Post. No noroeste gaúcho, muitos tchecos acabaram por imigrar com passaporte austríaco, principalmente na década de 1890.
No Paraná, os tchecos estabeleceram-se principalmente na região norte do estado, nos municípios de Londrina, Rolândia e Cambé, entre outros. Na região de Londrina, destaca-se o distrito rural de Warta, onde tchecos e polacos disputaram as terras disponíveis para o cultivo de café entre os anos de 1932 até a década de 1940, ao passo que, em Cambé, fixaram-se na parte alta da Colônia Bratislava entre os anos de 1931 e 1932.

No século XX, muitos tchecos migraram também para a região centro-oeste do Brasil. Esses imigrantes chegaram principalmente nas décadas de 1940 e 1950, liderados por Jan Antonín Baťa, irmão de Tomáš Baťa, ambos empresários da indústria de calçados que haviam deixado a Tchecoslováquia após a ocupação dos Sudetos pelos nazistas em 1938. Jan Baťa fundou várias cidades no Brasil: Batayporã, Bataguassu, Batatuba e Mariápolis.
A colonização de parte da região sudeste do Mato Grosso do Sul foi possível graças à Companhia Viação São Paulo-Mato Grosso do Sul, propriedade de Baťa administrada por Vladimir Kubik.

## Cultura

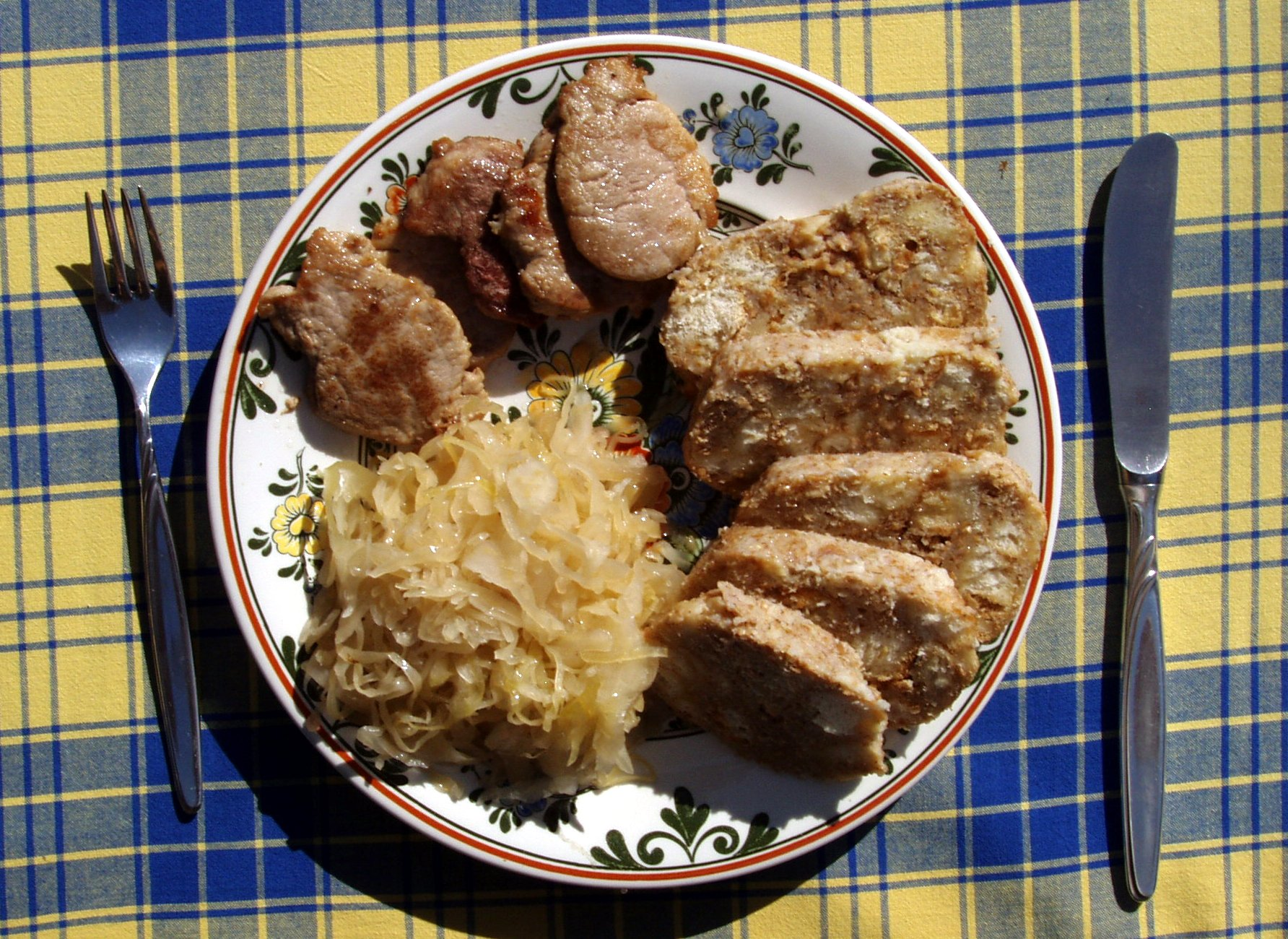
Carne de porco assado com chucrute.

Muitos dos imigrantes trouxeram consigo tradições culturais. Algumas tradições ainda são mantidas por algumas famílias, como a culinária, a arte e a música. A culinária tcheca é marcada pelo uso de carne suína em diferentes pratos, bem como pratos servidos com ganso, pato e coelho. Os imigrantes também era apreciadores de enchidos, como salsichas, patês, e carnes defumadas e curadas, além de pães, sopas e queijos, utilizando ainda ingredientes como batata, aveia, milho, trigo e outras sementes e grãos.
A cerveja é uma bebida bem tradicional entre os descendentes, visto que a República Tcheca possui cervejarias desde o ano de 933 e possui um dos maiores consumo de cerveja per capita do mundo. Vários doces e sobremesas são encontrados na cultura tcheca, como bolos, tortas, natas, chocolates e crepes. No Brasil os hábitos gastronômicos desses imigrantes foram assimilados a culinária germânica ou eslava, como a polonesa. Um dos pratos muito apreciado pela comunidade é a carne de porco assada acompanhada com repolho (chucrute).

### Associações culturais checas no Brasil
- União Cultural Tcheco-Brasileira - Česko-brazilský kulturní svaz - São Paulo, SP
- Oficina Cultural Tcheco Eslovaca do Brasil - Česká a slovenská kulturní dílna Brazílie - Nova Andradina, MS
- Centro de Memória Jindřich Tracha - Centrum památky Jindřicha Trachty - Batayporã, MS
- Associação Cultural Theca-Brasileira - Česko-brazilské kulturní sdružení - Porto Alegre, RS
- Associação dos Descendentes de Imigrantes da Bohêmia em Nova Petrópolis - Sdružení potomků imigrantů z Česka - Nova Petrópolis, RS